# オルジャスの白い馬
『オルジャスの白い馬』（おるじゃすのしろいうま、The Horse Thieves. Roads of Time）は、2020年公開の竹葉リサ、エルラン・ヌルムハンベトフ共同監督による日本・カザフスタン合作映画。第24回釜山国際映画祭オープニング作品。

## 概要
カザフスタンの大草原を舞台に、突然父を亡くしてしまった少年オルジャスと、その前に突然現れた不器用だが正義感の強い男カイラートとのふれあいを描くヒューマンドラマ。
主演は森山未來と、カンヌ国際映画祭で女優賞を受賞したサマル・イェスリャーモワ。森山未來にとって初の海外主演映画となる。
監督・脚本は、『シグナル100』の竹葉リサと『春、一番最初に降る雨』のエルラン・ヌルムハンベトフがそれぞれ共同で担当した。2018年10月から約1ヶ月間、全編カザフスタンロケにて撮影された。

## キャスト
- カイラート - 森山未來
- アイグリ - サマル・イェスリャーモワ
- オルジャス - マディ・メナイダロフ

## 出品
- 第24回釜山国際映画祭 オープニング作品